# Parodia aureicentra

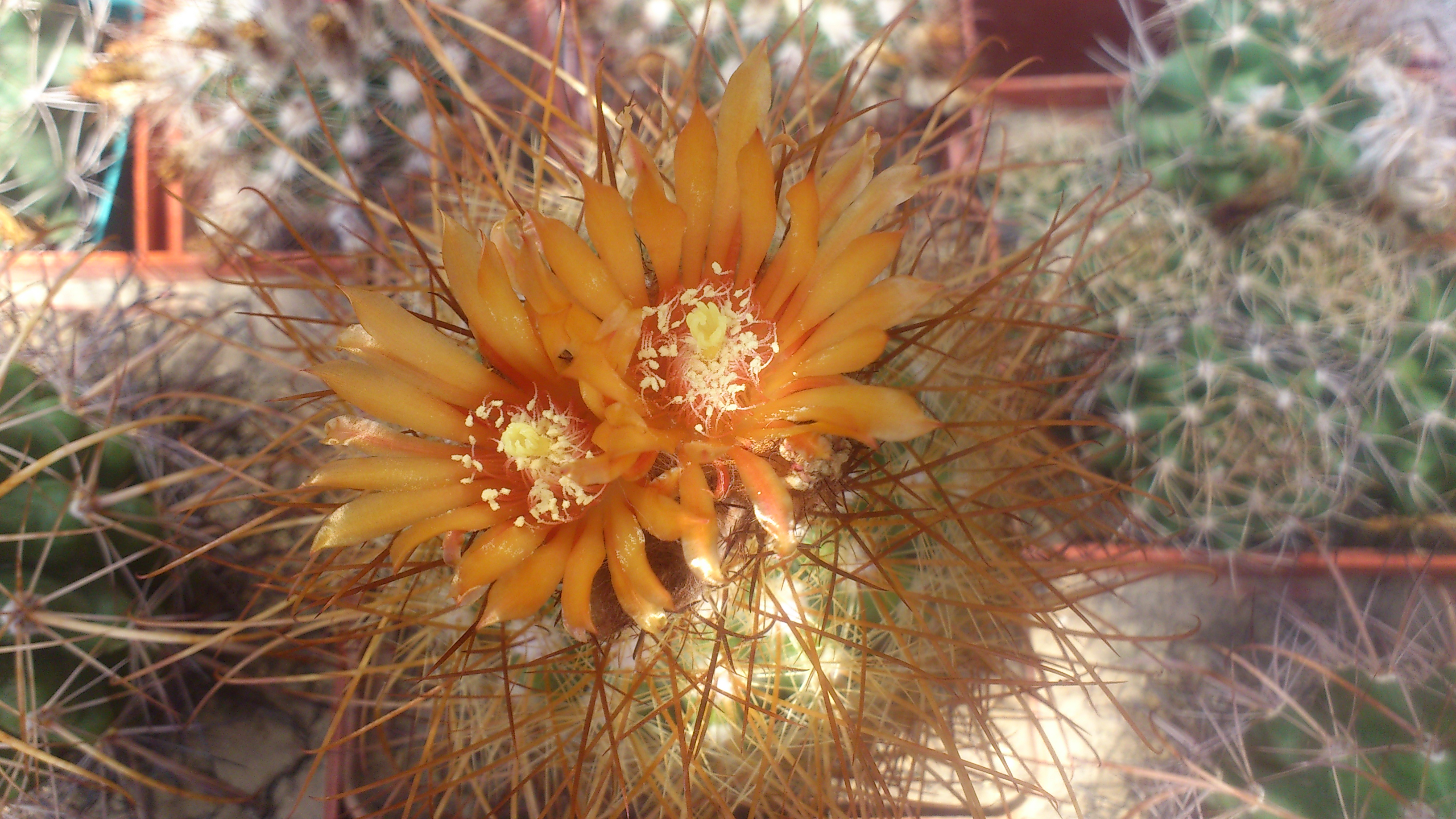
Las flores Parodia aureicentra

Parodia aureicentra Backeb.es una especie fanerógama perteneciente a la familia de los cactus (Cactaceae). 

## Descripción
Parodia aureicentra crece individualmente. Los tallos esféricos verdes  están densamente cubiertos  de espinas y alcanzan un diámetro de hasta 15 centímetros. Tiene de 13 a 15  costillas presentes. En ellas se encuentran las  areolas con lana blanca y de seis a diez espinas centrales pardo amarillento oscuroas con una longitud de 1,5 a 2 centímetros.  Las 40 espinas radiales en forma de pelos son de color oscuro marrón amarillento y de hasta 1,2 cm. Las flores son de un brillante color rojo oscuro y alcanzan un diámetro de hasta 4 cm. Las frutas contienen pequeñas semillas  marrones.

## Distribución
Es endémica de Salta en Argentina. Esta especie se encuentra en el parque nacional Los Cardones.

## Taxonomía
Parodia aureicentra fue descrita por Curt Backeberg y publicado en Cactus (Bruxelles) 4: 57. 1934.
Etimología
Parodia: nombre genérico que fue asignado en honor a Lorenzo Raimundo Parodi (1895–1966), botánico argentino.
aureicentra: epíteto que deriva del latín de las palabras aureus = "dorado" y centrum = "medio" y se refiere al color de las espinas centrales.
Sinonimia
- Parodia rauschii Backeb. ex D.R.Hunt
- Parodia varicolor
- Parodia muhrii F.H.Brandt[4]